# Некрасова, Екатерина (фигуристка)
Екатерина Некрасова (род. 21 июня 1981) — эстонская фигуристка, выступала в парном катании; в паре с Валдисом Минталсом двукратная чемпионка Эстонии (1996, 1997).

## Карьера

### Спортивная карьера
В паре с Валдисом Минталсом дважды в 1996 и 1997 годах выигрывала чемпионат Эстонии, а также выступала на трёх чемпионатах Европы и трёх чемпионатах мира, на которых были показаны лучшие результаты в карьере: 20-е место (ЧМ-1997) и 13-е место (ЧЕ-1998).
В 1998 году завершила спортивную карьеру.

### Тренерская карьера
Некрасова работает тренером. Среди её бывших учеников пары Мария Сергеева и Илья Глебов, Наталья Забияко и Сергей Мухин.